# Cephalocereus
Cephalocereus Pfeiff. è un genere di piante della famiglia delle Cactacee, endemico del Messico.

## Tassonomia
Il genere comprende le seguenti specie:
- Cephalocereus apicicephalium E.Y.Dawson
- Cephalocereus columna-trajani (Karw. ex Pfeiff.) K.Schum.
- Cephalocereus euphorbioides (Haw.) Britton & Rose
- Cephalocereus fulviceps (F.A.C.Weber ex K.Schum.) H.E.Moore
- Cephalocereus macrocephalus F.A.C.Weber ex K.Schum.
- Cephalocereus mezcalaensis Bravo
- Cephalocereus nudus E.Y.Dawson
- Cephalocereus parvispinus S.Arias, H.J.Tapia & U.Guzmán
- Cephalocereus polylophus (DC.) Britton & Rose
- Cephalocereus sanchezmejoradae (A.B.Lau) H.J.Tapia & S.Arias
- Cephalocereus scoparius (Poselg.) Britton & Rose
- Cephalocereus senilis (Haw.) Pfeiff.
- Cephalocereus tetetzo (F.A.C.Weber ex J.M.Coult.) Diguet